# Middle Aston
Middle Aston – osada w Anglii, w hrabstwie Oxfordshire, w dystrykcie Cherwell. Leży 23 km na północ od Oksfordu i 95 km na północny zachód od Londynu.